# Hawthorne-studierne
Hawthorne-studierne var et eksperiment der blev udført på Western Electrics fabrikker i Hawthorne tæt på Chicago, USA i årene 1927-1932. Eksperimentet skulle finde sammenhænge mellem ændringer i det fysiske arbejdsmiljø og ændringer i arbejdernes produktivitet. Man variede f.eks. belysning og hvilepausers antal og længde for nogle grupper af arbejdere, mens kontrolgrupper arbejdede i et uændret miljø.
Forventningen om at en forbedring i arbejdsmiljøet ville forøge produktiviteten blev bekræftet, men man viste meget overraskende, at produktiviteten også steg, når forsøgsgrupperne vendte tilbage til deres oprindelige, dårligere arbejdsmiljø. Uanset hvilke ændringer, man indførte, medførte det en højere produktivitet. Endnu en overraskelse var, at kontrolgruppernes produktivitet også steg – selvom deres arbejdsmiljø overhovedet ikke blev ændret.
Resultaterne blev tolket af Elton Mayo (The Human Problems of an Industrial Civilization. Boston 1946) sådan, at medlemmerne af forsøgsgruppen oplevede sig selv som noget ganske særligt ved at være udvalgt. Kontrolgruppen blev observeret og fik på denne måde også en fornemmelse af, at man interesserede sig for deres behov: man gav dem opmærksomhed. Begrebet "Hawthorne-effekten" er et udtryk for det særlige metodeproblem, at forskningen i sig selv har en effekt, som det er næsten umuligt at eliminere.
Hawthorne-undersøgelserne blev grundlaget for "Human Relations-skolen" (ledelsesfilosofi), der efter 2. verdenskrig fik stor indflydelse i den vestlige verden.
 Der er for få eller ingen kildehenvisninger i denne artikel, hvilket er et problem. Du kan hjælpe ved at angive troværdige kilder til de påstande, som fremføres i artiklen.